# Dombeya albisquama
Dombeya albisquama är en malvaväxtart som beskrevs av Arenes. Dombeya albisquama ingår i släktet Dombeya och familjen malvaväxter. Inga underarter finns listade i Catalogue of Life.